# Cinara abietisibiricae
Cinara abietisibiricae är en insektsart som beskrevs av Binazzi och Battisti 1998. Cinara abietisibiricae ingår i släktet Cinara och familjen långrörsbladlöss. Inga underarter finns listade i Catalogue of Life.